# Pimenta e limão

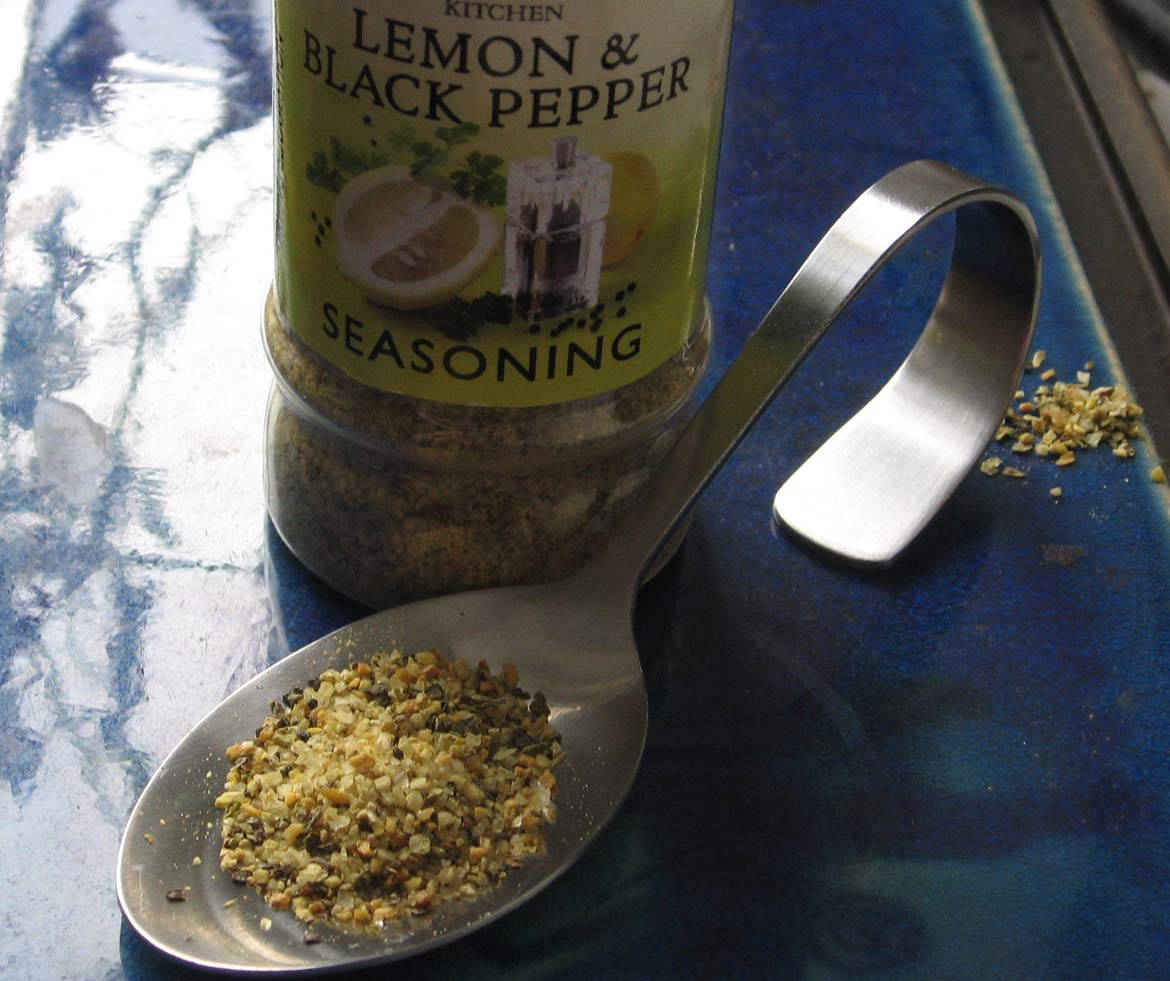
O tempero pronto para uso

Pimenta e limão ou pimenta com limão é um tempero feito de raspas de limão-siciliano amassadas e grãos de pimenta-do-reino triturados a fim de permitir que o óleo cítrico do limão se infunda nas pimentas. Essa mistura é então assada e seca e pode ser usada em carnes (principalmente aves) e massas, embora originalmente fosse usada principalmente para frutos-do-mar.
Este condimento geralmente está disponível comercialmente em pequenos frascos, embora também possa ser feito em escala caseira. A variedade comercial também pode incluir quantidades menores de outros ingredientes, como sal, açúcar, cebola, alho, ácido cítrico, sabor adicional de limão, pimenta-caiena e outras especiarias ao gosto de quem produz.